# Synagoga w Tarnogrodzie
Synagoga w Tarnogrodzie – synagoga znajdująca się w Tarnogrodzie, przy ulicy Kościuszki, w bezpośrednim sąsiedztwie rynku.
Synagoga została zbudowana w 1686 roku, na mocy przywileju ordynata Marcina Zamoyskiego. Na początku XIX wieku przeprowadzono gruntowny remont synagogi, a do ściany zachodniej dobudowano pomieszczenia, w których na parterze mieścił się przedsionek, a na piętrze babiniec. Podczas II wojny światowej, hitlerowcy zdewastowali synagogę i urządzili w niej stajnię dla koni. Rozebrano również mieszczącą się z północnej strony, parterową przybudówkę, mieszczącą babiniec.
Po zakończeniu wojny budynek synagogi służył jako magazyn. 26 maja 1949 roku synagoga ze względu na zły stan i przeciekanie dachu uległa zawaleniu. Do wnętrza runęły połowa dachu, jedna ściana i sklepienie, a druga część dachu i pozostałe sklepienia trzymały się jedynie w oparciu o komin. Synagoga po tym zdarzeniu została w szybkim terminie wyremontowana przez Centralny Komitet Żydów Polskich, ze względu na groźbę dalszego zawalenia się budynku lub rozbiórki go przez lokalne władze.
W latach 1985–1990 przeprowadzono gruntowny remont budynku, dostosowując go dla potrzeb biblioteki oraz miejskiego domu kultury. W synagodze znajduje się również Regionalna Izba Pamięci.

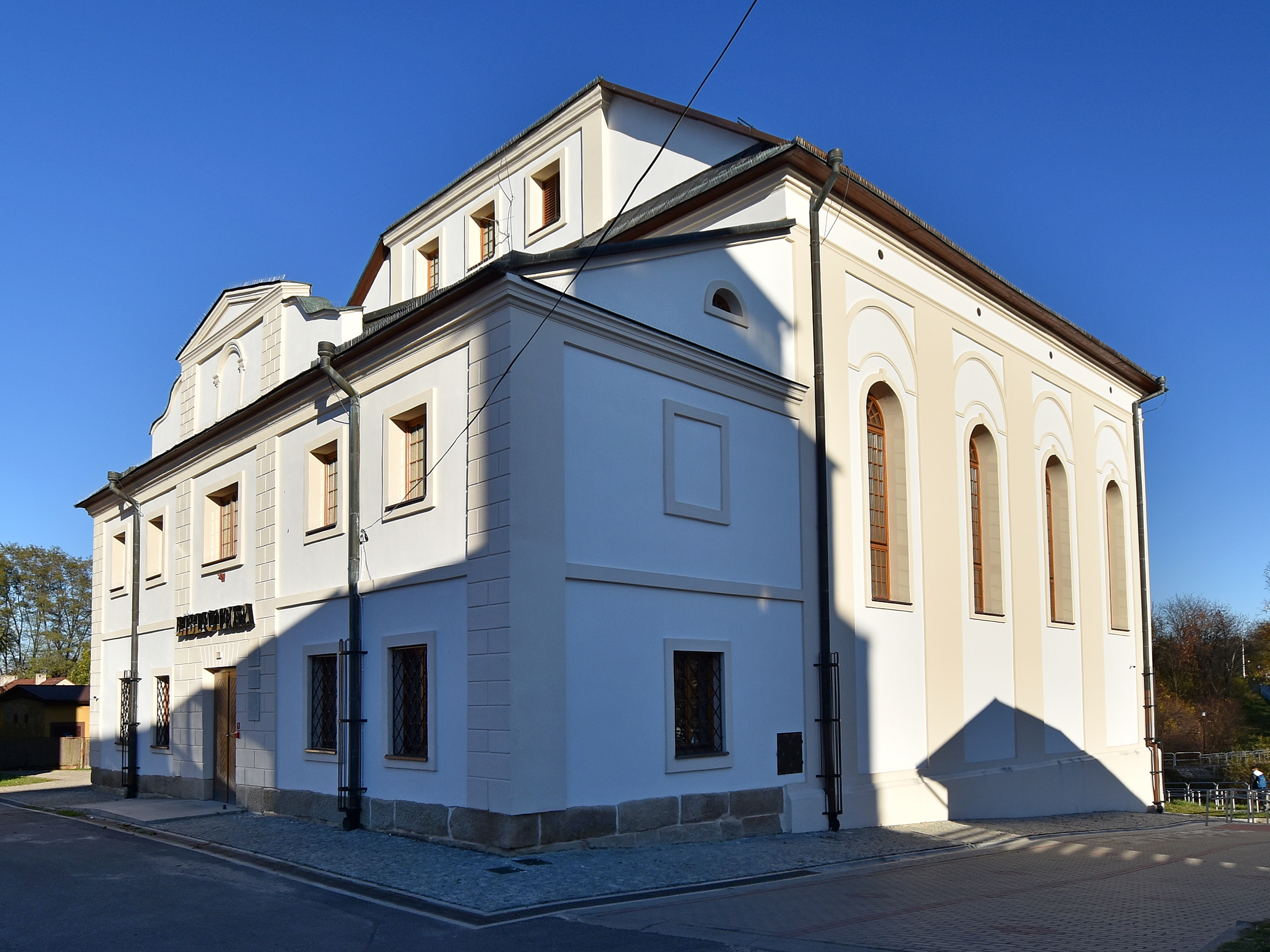
Elewacja boczna
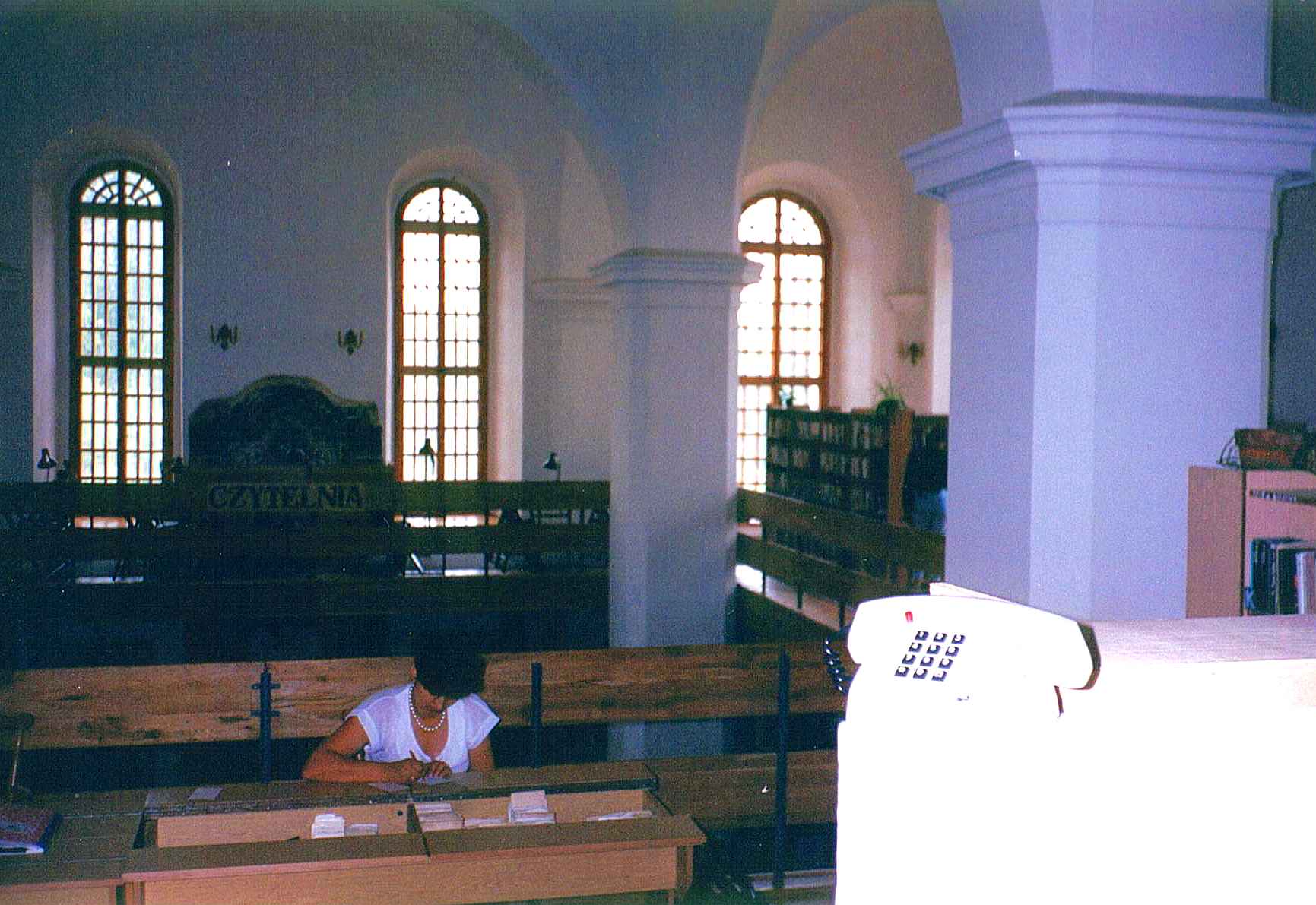
Wnętrze
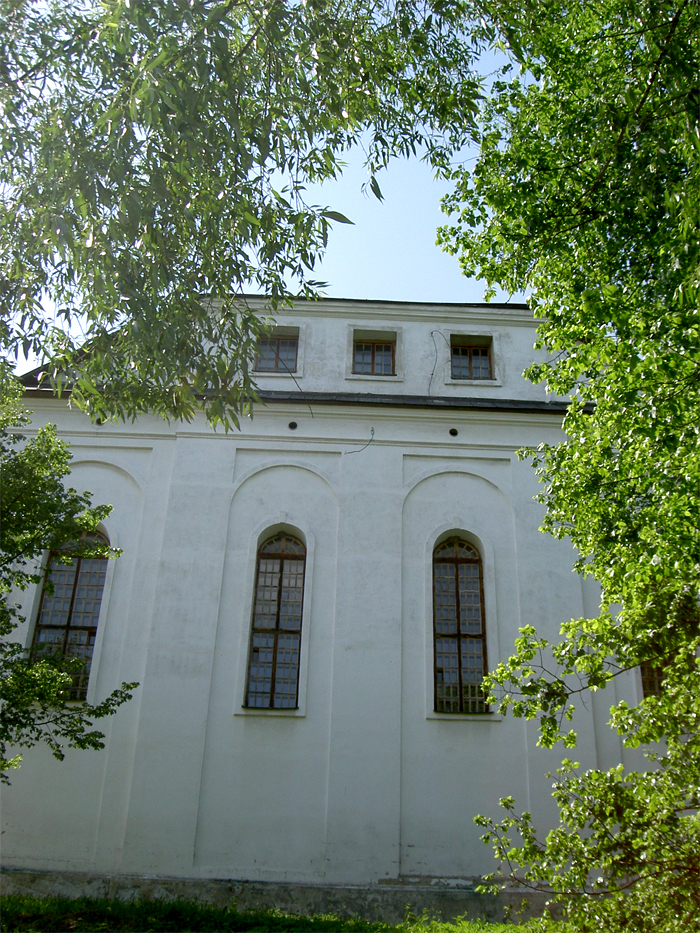
Widok od tyłu

Murowany budynek synagogi wzniesiono na planie kwadratu, w stylu barokowym. Po dobudowaniu pomieszczeń w zachodniej części, rzut synagogi zmienił się na prostokątny. Wówczas również nadano elewacjom cechy klasycystyczne. Wewnątrz w głównej sali modlitewnej znajduje się potężne żaglowe sklepienie wsparte na czterech potężnych filarach, pomiędzy którymi dawniej znajdowała się bima. Na wschodniej ścianie zachował górny fragment stiukowej oprawy Aron ha-kodesz, z resztkami polichromii o motywach roślinno-zwierzęcych.